# Buzz
Buzz a Csillagok háborúja elképzelt univerzumának egyik szereplője.

## Leírása
Buzz a geonosisi fajhoz tartozó férfi fejvadász volt, aki A Régi Köztársaság idején élt.
A chagriai Rogun Matt'rik más néven Rogun a Mészáros, elküldi a geonosisi Buzzt a Belsavis nevű bolygóra, azonban 3641 BBY-ben Voidhound megöli a fejvadászt.

## Megjelenése a videójátékokban
Ezt a geonosisi fejvadászt a „Star Wars: The Old Republic” című videójátékban láthatjuk először.

## Fordítás
- Ez a szócikk részben vagy egészben a Buzz (Geonosian) című Wookieepedia-szócikk fordítása. Az eredeti cikk szerkesztőit annak laptörténete sorolja fel.